# (37569) 1989 UG
1989 UG (asteroide 37569) é um asteroide da cintura principal. Possui uma excentricidade de 0.25735890 e uma inclinação de 6.72463º.
Este asteroide foi descoberto no dia 23 de outubro de 1989 por Yoshiaki Oshima em Gekko.